# بوندونه
بوندونه (به ایتالیایی: Bondone) یک منطقهٔ مسکونی در ایتالیا است که در ترنتینو واقع شده‌است.

## خصوصیات
بوندونه ۱۹٫۲ کیلومترمربع مساحت و ۶۹۳ نفر جمعیت دارد و ۷۲۰ متر بالاتر از سطح دریا واقع شده‌است.